# Heterotope Ossifikation
Als heterotope Ossifikation wird der Umbau von Weichteilgewebe außerhalb des Skelettsystems in knöchernes Gewebe bezeichnet, synonym kommt der Begriff (traumatische) Myositis ossificans zur Anwendung.

## Ursachen
Heterotope Ossifikationen sind generell eine Folge von Gewebsverletzungen. Am häufigsten sieht man sie heute nach der Implantation von Endoprothesen des Hüftgelenks. Sie kommen jedoch auch bei einer Reihe anderer Erkrankung oder Verletzungen vor, in erster Linie sind dies gelenknahe Frakturen großer Knochen wie Schenkelhalsfrakturen oder Schultergelenksfrakturen. Auch (früher am häufigsten) am Ellenbogen finden sich sehr häufig posttraumatische Verknöcherungen, die in bis zu 55 % nach Ellenbogen-Luxationen, in bis zu 30 % bei Radiuskopffrakturen und in bis zu 20 % bei suprakondylären Oberarmbrüchen auftreten. Auch bei Explosionsverletzungen treten durch die starken Gewebsverletzungen häufig heterotope Ossifikationen auf, ebenso bei Polytraumata mit langer Bewusstlosigkeit.
Zudem werden neurogene heterotope Ossifikationen besonders nach einem Schädel-Hirn-Trauma, einer Rückenmarksverletzung (und besonders bei einer Querschnittlähmung), einer Enzephalitis oder einer peripheren Plexus- oder Nervenverletzungen beobachtet.
Eine dritte große Gruppe sind Ossifikationen bei Leistungssportlern und bei massiven repetitiven muskulären Überbeanspruchungen. Beispiele sind Ossifikationen in den Adduktorenmuskeln und Glutealmuskeln am Oberschenkel bei Reitern oder Verkalkungen am Musculus tensor fasciae latae bei Sprintsportlern. Auch bei einigen chronisch-degenerativen Erkrankungen und bei einigen rheumatischen Erkrankungen wie dem M. Bechterew können heterotope Ossifikationen beobachtet werden.

## Pathogenese
Pathogenetisch sind für die außerhalb des Skeletts entstehenden Ossifikationen meist sogenannte mesenchymale Vorläuferzellen verantwortlich. Stimuliert durch sogenannte Morphogene – deren Konzentration im Muskel- und Weichteilbereich nach Traumata und Operationen stark ansteigt – können diese Zellen über verschiedene Zwischenstufen in Osteoblasten transformiert werden oder sogar die Transformation von Myoblasten zu Osteoblasten auslösen. Die Ossifikation erfolgt endochondral aus vorausgehend verknorpeltem Gewebe, abschließend entsteht ein Lamellenknochen.
Etwa zehn bis zwölf Tage nach der Operation oder dem Trauma können die beginnenden Ossifikationen durch Schmerzen, Schwellung und Hautrötung (meist ohne Vorliegen laborchemischer Entzündungszeichen) klinisch auffällig werden. Nach drei bis sechs Wochen werden sie radiologisch zunächst als flaue, unscharf begrenzte Verschattungen sichtbar, sie sind vorher aber bereits in der Szintigraphie darstellbar. Die heterotopen Ossifikationen werden im weiteren Verlauf von ihrem Zentrum aus bis in die Peripherie nach und nach zu solider Knochensubstanz umgebaut, ihr Wachstum kommt dabei allerdings nach einiger Zeit von selbst zum Stillstand. Nach sechs Monaten sind die meisten Verknöcherungen ausgereift, jedoch zeigt sich bei bis zu 20 % noch ein Wachstum bis ein Jahr später.

## Diagnostik

Heterotope Ossifikationen am Ellbogengelenk nach Versorgung einer Fraktur mit endoprothetischem Ersatz des Radiuskopfes, seitliche Ansicht

Anterior-posteriore Ansicht

Heterotope Ossifikationen sind bereits in konventionellen Röntgenaufnahmen in der Regel gut sichtbar: In Projektion auf das betroffene Muskel- und Weichteilgewebe finden sich teils flaue, später aber auch gut abgrenzbare kalkdichte Verschattungen. Zur genauen Lokalisation der Ossifikationen und der Einschätzung ihrer Ausdehnung im Rahmen einer Therapieplanung werden Computertomographie, Magnetresonanztomographie und Sonographie eingesetzt.
Mittels Szintigraphie kann ermittelt werden, ob die Ossifikationen „ausgewachsen“ sind und dann keinen erhöhten Knochenstoffwechsel mehr zeigen, oder noch im Prozess des Wachstums und der Reifung mit deutlich erhöhtem Metabolismus sind. Dies ist für die Planung einer operativen Resektion wichtig, da diese erst nach Abschluss der Reifung erfolgen sollte, um das Rezidivrisiko zu vermindern.

## Symptomatik und Häufigkeit
Heterotope Ossifikationen können völlig asymptomatisch bleiben, aber auch Schmerzen und schmerzbedingte oder mechanisch bedingte Bewegungseinschränkungen aller Schweregrade verursachen. Das Ausmaß der radiologisch erkennbaren Ossifikationen korreliert dabei nicht mit dem Ausmaß der Beschwerden. Treten nach Implantation von Hüftgelenkendoprothesen heterotope Ossifikationen auf – die Häufigkeit wird in der Literatur mit 2 bis 70 Prozent sehr unterschiedlich angegeben – führen sie in etwa 4 Prozent zu einer Einsteifung (Ankylose) des Hüftgelenks. Nach schweren Hüftgelenksverletzungen werden deutlich häufiger (etwa 15 Prozent) schwere, gelenküberbrückende Ossifikationen mit Einsteifung beobachtet. Nach der Implantation von Kniegelenksendoprothesen werden störende heterotope Ossifikationen selten beobachtet; oft (etwa 15 Prozent) findet man kleinherdige, klinisch harmlose Verknöcherungen im Verlauf der Quadrizepssehne.
Postoperative heterotope Ossifikationen sieht man naturgemäß häufiger in den höheren Altersgruppen, in denen der Bedarf nach Endoprothesen steigt. Die Ausbildung heterotoper Ossifikationen nach Knochen- und Gelenkverletzungen ist hingegen altersunabhängig, es lässt sich in diesen Fällen jedoch nicht abgrenzen, ob die Verletzung selbst oder die operative Therapie Ursache der Ossifikationen ist.
Die Entstehung von heterotopen Ossifikationen ist von einer individuellen Veranlagung abhängig. Auf welchen Faktoren diese Veranlagung beruht, ist nicht bekannt. Individuen, bei denen eine Veranlagung zu verstärkter knöcherner Metaplasie bekannt ist (beispielsweise Patienten mit Spondylitis ankylosans (M. Bechterew) oder Erkrankungen aus dem Formenkreis der disseminierten idiopathischen Skeletthyperostosen) werden bevorzugt von heterotopen Ossifikationen betroffen. Auch bei Männern werden heterotope Ossifikationen häufiger als bei Frauen beobachtet.
Weitere prädisponierende Faktoren sind starke intraoperative Blutungen und Blutergüsse sowie Infektionen. Auch die Art des operativen Zugangs und die Operationstechnik scheinen einen Einfluss auf die Häufigkeit zu haben. Besonders eine weitere Gewebetraumatisierung durch kräftige Bewegungen der Knochenbruchenden zueinander oder durch brüske Repositionsbewegungen erhöht das Risiko heterotoper Ossifikationen ebenso wie eine verzögerte chirurgische Versorgung. Andererseits hat die Rehabilitation keinen Einfluss auf die Häufigkeit, sie ist unabhängig ob eine Ruhigstellung, eine aktive oder eine passive Mobilisierung des betreffenden Gelenks erfolgt.

## Heterotope Ossifikationen nach Hüftgelenksersatz
Heterotope Ossifikationen nach Hüftgelenksersatz mit Endoprothesen werden mittels der Einteilung nach Brooker (1973) anhand eines Röntgenbildes in der Frontalebene klassifiziert und in vier Grade eingeteilt:
1. Einzelne nicht zusammenhängende kleine Verkalkungen im gelenknahen Gewebe
2. Ossifikationen, die vom großen Rollhügel oder vom Sitzbein ausgehen, aber noch eine Lücke von mindestens einem Zentimeter frei lassen
3. Ossifikationen vom großen Rollhügel oder vom Sitzbein ausgehend, aber mit einer Lücke von weniger als einem Zentimeter
4. Ankylose, das Gelenk überbrückende Ossifikation, die den großen Rollhügel mit dem Sitzbein knöchern fest verbindet

Nachteilig ist an dieser Einteilung, dass die komplexe dreidimensionale Struktur nur anhand eines einzelnen zweidimensionalen Röntgenbildes klassifiziert wird. Nach Rader und Barthel wurden Ossifikationen mit klinisch relevanten Symptomen bei 10 bis 20 Prozent der Patienten gefunden.

## Behandlung
Asymptomatische heterotope Ossifikationen bedürfen in aller Regel keiner Behandlung. Bei Bewegungsstörungen und/oder chronischen Schmerzzuständen muss eine chirurgische Entfernung der Verkalkungen erwogen werden. Hierbei darf nicht außer Acht gelassen werden, dass jede chirurgische Manipulation selbst wieder Ursache neuer Ossifikationen sein kann. Oft erreicht eine chirurgische Entfernung der Ossifikationen nicht das Behandlungsziel, die objektive Beweglichkeit oder das subjektive Schmerzempfinden zu verbessern.
Der Zeitpunkt einer Resektion oder einer Arthrolyse ist umstritten. Einerseits gibt es Hinweise auf ein deutlich erhöhtes Rezidivrisiko, wenn die Ossifikationen zum Zeitpunkt der Entfernung noch nicht "ausgereift" sind und noch wachsen, andererseits scheinen die funktionellen Ergebnisse besonders am Ellenbogen- und Schultergelenk besser, wenn bereits in den ersten sechs Monaten operiert wird. Die funktionellen Ergebnisse erscheinen besser nach Resektion heterotoper Ossifikationen, die sich nach Schädel-Hirn-Traumata gebildet haben.

## Vorbeugung
Patienten, bei denen das Auftreten heterotoper Ossifikationen bereits aufgrund vorausgegangener Eingriffe oder Traumata bekannt ist, werden häufig kurz vor oder innerhalb von drei Tagen nach einer geplanten größeren Knochenoperation (Hüftprothese) einer Bestrahlung unterzogen, was die Wahrscheinlichkeit für erneute heterotope Ossifikationen von ca. 30 auf 10–14 % reduziert.
Indometacin wird seit langem zur Prophylaxe heterotoper Ossifikationen eingesetzt. In den letzten Jahren kommen hierzu auch hochdosiert verabreichte nichtsteroidale Antirheumatika wie Ibuprofen oder Diclofenac zum Einsatz. Diese können ebenfalls zum verringerten Auftreten heterotoper Ossifikationen beitragen, daher werden sie in der Regel unabhängig vom Analgetikabedarf eines Patienten über mehrere Wochen nach einem größeren orthopädischen Eingriff verabreicht.